# Platismatia herrei
Platismatia herrei är en lavart som först beskrevs av Imshaug, och fick sitt nu gällande namn av W. L. Culb. & C. F. Culb. Platismatia herrei ingår i släktet Platismatia och familjen Parmeliaceae.   Inga underarter finns listade i Catalogue of Life.